# جان كارول
جان كارول (بالإنجليزية: Jean Carol)‏ هي ممثلة أمريكية، ولدت في الولايات المتحدة.
بدأت مشوارها المهني سنة 1989.

## أعمال

### أفلام
- (2001) سماء الفانيلا[3]

## وصلات خارجية
- جان كارول على موقع IMDb (الإنجليزية)
- جان كارول على موقع أول موفي (الإنجليزية)
- جان كارول على موقع قاعدة بيانات الفيلم (الإنجليزية)